# نمودار ون

یک نمودار ون با سه مجموعۀ ، و.

نمودار وِن یا نمودار مجموعه (به انگلیسی: Venn diagram) تصاویری است که در شاخه‌ای از ریاضیات به نام نظریۀ مجموعه‌ها به کار می‌رود. در سال ۱۸۸۱ توسط جان ون اختراع شد. این نمودار تمام روابط ممکن ریاضی یا منطقی مابین مجموعه‌ها را نشان می‌دهد. این نمودار معمولاً از دایره‌های همپوشان تشکیل شده‌است. این نمودار به نسبت تعداد دوایر موجود در آن، به چند بخش تقسیم می‌شود که در دایره‌های دوتایی، به ۴ بخش: اشتراک دایرۀ {\displaystyle A} با دایرۀ {\displaystyle B} ({\displaystyle A\cap B}) و اجتماع آن‌ها که جزئی از {\displaystyle A} و {\displaystyle B} است ({\displaystyle A\cup B}) و در انتها بنا به تعریف، مجموعۀ مرجع قرار دارد. همچنین {\displaystyle A-B} برابر است با: «تعداد اعضای مجموعۀ {\displaystyle A} - اشتراک آن با {\displaystyle B}» و همین قضیه برای اعضای {\displaystyle B} نیز صادق است؛ البته این اعداد فقط تعداد اعضایی که در {\displaystyle A} هست و در {\displaystyle B} نیست را توضیح می‌دهد.

## نگارخانه

اشتراک (مجموعه) از دو مجموعه:
{\displaystyle ~A\cap B}
اجتماع (مجموعه)از دو مجموعه:
{\displaystyle ~A\cup B}
مکمل نسبی of A (چپ) in B (راست): {\displaystyle A^{c}\cap B~=~B\setminus A}
تفاوت متقارن
از دو مجموعه:{\displaystyle A~\Delta ~B}
مکمل مطلق
از A در U:{\displaystyle A^{c}~=~U\setminus A}